# Endothyra
Endothyra is een geslacht van benthische foraminifera van de onderfamilie Endothyrinae, van de familie Endothyridae, van de superfamilie Endothyroidea, van de onderorde Fusulinina en van de orde Fusulinida. De typesoort is Endothyra bowmani. Het chronostratigrafische bereik strekt zich uit van het Mississippien (Onder-Carboon) tot het Moscovien (Boven-Carboon).

## Classificatie
Talrijke soorten Endothyra zijn beschreven. Een van de meest interessante of bekendste soorten zijn:
- Endothyra bowmani

In Endothyra zijn de volgende subgenres overwogen:
- Endothyra (Birectoendothyra), ook beschouwd als geslacht Birectoendothyra
- Endothyra (Globoendothyra), geaccepteerd als geslacht Globoendothyra
- Endothyra (Granuliferella), geaccepteerd als geslacht Granuliferella
- Endothyra (Inflatoendothyra), beschouwd als een geslacht Inflatoendothyra en als een subgenre van Spinoendothyra, dat wil zeggen, Spinoendothyra (Inflatoendothyra)
- Endothyra (Latiendothyra), geaccepteerd als geslacht Latiendothyra
- Endothyra (Latiendothyranopsis), geaccepteerd als geslacht Latiendothyranopsis
- Endothyra (Laxoendothyra), geaccepteerd als geslacht Laxoendothyra
- Endothyra (Mediendothyra), ook beschouwd als geslacht Mediendothyra en geaccepteerd als geslacht  Paraplectogyra
- Endothyra (Plectogyrina), beschouwd als geslacht Plectogyrina en geaccepteerd als Endothyra
- Endothyra (Rectoendothyra), geaccepteerd als geslacht Rectoendothyra
- Endothyra (Similisella), ook beschouwd als een geslacht Similisella
- Endothyra (Spinoendothyra), geaccepteerd als geslacht Spinoendothyra
- Endothyra (Spirella), ook beschouwd als een geslacht Spirella
- Endothyra (Tuberendothyra), geaccepteerd als geslacht Tuberendothyra